# 罗索那班
罗索那班（INN：Rosonabant，开发代号：E-6776）或译作罗索纳班，是一种用作CB1受体拮抗剂/反向激动剂的药物，埃斯特夫正在研究将其作为治疗肥胖症的食欲抑制剂。在相关的CB1拮抗剂利莫那班于2008年11月停用后不久，临床用药的开发明显停止，原因是有报道称其及其它类似药剂会引起严重的精神不良反应，例如焦虑、抑郁和自杀意念。